# Dire Tune
Dire Tune Arissi, née le 16 juin 1985 à Nairobi, est une athlète éthiopienne, pratiquant le marathon.

## Carrière
Dire Tune participe aux championnats du monde de course sur route 2006 où elle termine quatrième du 20 km et première éthiopienne. Grâce à sa place, l'équipe féminine d'Éthiopie remporte la médaille d'argent par équipes. Le 21 avril 2008, Tune remporte le 112e marathon de Boston en 2 h 25 min 25 s.
Le 16 octobre 2010 à Nanning, en Chine, elle remporte la médaille d'argent aux championnats du monde de semi-marathon. Aux championnats du monde de 2011 à Daegu, elle s'aligne sur marathon mais est disqualifiée après avoir consommée une boisson délivrée par une personne extérieure.

## Palmarès

### Marathons internationaux
- Vainqueur du Marathon de Boston 2008
- 7e du Marathon de New York 2008

## Record
Dire Tune établit en 2008, à Ostrava, le record du monde de l'heure avec 18,517 km. Ce record est battu en 2020 par Sifan Hassan en 18,930 km.